# Hernandia beninensis
Hernandia beninensis là một loài thực vật thuộc họ Hernandiaceae. Đây là loài đặc hữu của São Tomé và Príncipe.